# Aclys
Aclys ist eine der ältesten, deutschen Metalcore-Bands und kommt aus Solingen.

## Geschichte
Aclys gründete sich im Oktober 1996 und nahm bereits im Januar 1997 vier Songs für ihr selbstbetiteltes Debüt auf. Die Debüt-EP wurde auf dem Bremer Label Per Koro Records veröffentlicht, weswegen der Stil der Band in der Anfangszeit häufig als Bremer-Schule-Hard-Core bezeichnet wurde.
Nachdem Aclys zahlreiche Shows gespielt hatte, begann Aclys die Studio-Session für ihr erstes Full-Length-Album Helduntergang, welches 1998 ebenfalls auf Per Koro erschien. In der Folgezeit spielten die vier Musiker von Aclys eine Vielzahl an Konzerten, durch die sie zu einer festen Größe der deutschen Hardcore-Szene wurden.
Nach den Aufnahmen zu ihrem zweiten Album Liedergeburt, das im Jahr 2000 auf dem Label Voice of Life Records erschien, begaben sich Aclys auf Europa-Tour und festigten ihre Position in der Europäischen Hard-Core-Szene. Besetzungsprobleme nach dem Ausscheiden des Bassisten Andreas (mittlerweile Thembones) verzögerten die Arbeiten am Folge-Album auf Mitte 2002.
Das dritte Studio-Album Artefakt erschien 2004 auf dem Österreicher Label Burning Season Records. Nicht zuletzt durch den großen Erfolg der Band Caliban, bei der Aclys-Gitarrist Denis aktiv ist, erfuhr Aclys mit ihrem dritten Album gesteigerte Aufmerksamkeit.

## Stil

### Musik
Die Musik von Aclys kombiniert Elemente des klassischen Heavy Metal, extremen Death Metal bis hin zu modernem Metalcore. Besonders signifikant ist der Wechsel zwischen melancholischen, balladesken Melodien und harten Parts mit abstrakten, maschinell gespielten Rhythmen. Ein besonderes Markenzeichen der Musik sind sehr hoch gespielte, singende Gitarrenmelodien, wie sie sonst nur im Black Metal ihre Entsprechung haben. Prägend für den Aclys-Stil ist das sehr technische Drumming, das oft auf für Metalcore atypische Rhythmen und Zählzeitwechsel setzt. Das Gesangsspektrum reicht von kehligem Black-Metal-Gesang bis zu tiefen Death-Metal-Growls.

### Texte
Als eine von wenigen deutschen Metalcore-Bands bedient sich Aclys der deutschen Sprache. Man kann in den Texten sehr häufig Allusionen aus der Lyrik des Expressionismus finden.
Thematisch setzen sich die Texte mit dem Bezug des Individuums zur Umwelt oder zu anderen Individuen auseinander, wobei das Motiv der Vergänglichkeit (auch der Vergänglichkeit des Leidens) im Zentrum steht. In der Reduktion auf den Einzelnen halten die Texte der Gesellschaft den Spiegel vor: Globale Probleme werden auf das Gefangensein des Individuums in seinen eigenen Gefühlen und Wertvorstellungen zurückgeführt.

## Diskografie
- 1997: Aclys
- 1998: Helduntergang
- 2000: Liedergeburt
- 2004: Artefakt